# Territorio de Jordania dependiente del patriarca de Bagdad de los caldeos
El territorio de Jordania es una circunscripción eclesiástica de la Iglesia católica en Jordania. Se trata de un territorio dependiente del patriarca de Bagdad de los caldeos de la Iglesia católica caldea, Luis Rafael I Sako. Desde el 2014 su protosincelo es el presbítero Zaid Habbaba.

## Territorio y organización
El territorio extiende su jurisdicción sobre los fieles católicos de rito caldeo residentes en Jordania. Tiene a su frente un protosincelo (vicario patriarcal) a nombre del patriarca.
El territorio es un área dentro del territorio propio de la Iglesia patriarcal, en la cual el patriarca tiene jurisdicción de acuerdo con el canon 101 del Código de los cánones de las Iglesias orientales, que expresa que «En su propia eparquía, en los monasterios estauropégicos y en otros lugares donde no esté establecida una eparquía ni un exarcado, el patriarca tiene los mismos derechos y obligaciones que un obispo eparquial».
La sede del territorio se encuentra en la ciudad de Amán, en donde se encuentra la única parroquia caldea de Jordania. En 2020 existían además 4 misiones y se está construyendo la iglesia de Santo Tomás Apóstol en Amán.

## Historia
Después de la guerra del Golfo de 1991 un gran número de caldeos de Irak se refugiaron en Jordania tratando de llegar a otros países. En 1995 fue abierta una casa de monjas en Amán para proporcionar educación religiosa y estimular la vida espiritual de las familias inmigrantes. Un decreto del patriarca Rafael I Bidawid de 25 de abril de 2002 erigió el territorio dependiente de Jordania con un vicario patriarcal, el presbítero Raymond Moussalli. El 2 de junio de 2002 fue inaugurada una iglesia en una propiedad alquilada en Amán.

## Estadísticas
Según el Anuario Pontificio 2021 el territorio tenía a fines de 2020 un total de 3000 fieles bautizados.
| Año                                                                             | Población            | Población | Población      | Sacerdotes | Sacerdotes    | Sacerdotes    | Bautizados por sacerdote | Diáconos permanentes | Religiosos | Religiosos | Parroquias |
| Año                                                                             | Bautizados católicos | Total     | % de católicos | Total      | Clero secular | Clero regular | Bautizados por sacerdote | Diáconos permanentes | Varones    | Mujeres    | Parroquias |
| ------------------------------------------------------------------------------- | -------------------- | --------- | -------------- | ---------- | ------------- | ------------- | ------------------------ | -------------------- | ---------- | ---------- | ---------- |
| 2018                                                                            | 3500                 |           |                | 1          |               |               | 3500                     |                      |            |            | 1          |
| 2020                                                                            | 3000                 |           |                | 1          |               |               | 3000                     |                      |            |            | 1          |
| Fuente: Catholic-Hierarchy, que a su vez toma los datos del Anuario Pontificio. |                      |           |                |            |               |               |                          |                      |            |            |            |

## Protosincelos
- Raymond Moussalli, (25 de febrero de 2002-2014)
- Zaid Habbaba, desde 2014